# O Gud vem skall jag klaga? Min synd är svår och stor
O Gud vem skall jag klaga? Min synd är svår och stor är en svensk psalm av Andreas Sparman.

## Publicerad i
- Göteborgspsalmboken under rubriken "Om Tröst i Bedröfwelse".[2]
- Den svenska psalmboken 1694 som nummer 290 under rubriken "Bot Psalmer".
- 1695 års psalmbok som nummer 250 under rubriken "Boot-Psalmer".[1]